# Jaakko Sjölin
Jaakko Sjölin, född 19 december 1836 i Kelviå, död 18 mars 1916 i Helsingfors, var en finländsk ämbetsman.
Sjölin blev student 1861, lantmäteriingenjör vid Lantmäteristyrelsen 1876, länslantmätare i Nylands län 1883 och var överdirektör och chef för Lantmäteristyrelsen 1887–1915. På hans initiativ blev finska 1888–1889 officiellt språk inom Lantmäteristyrelsen, den första centrala myndighet som genomförde denna reform. Han genomförde också flera andra reformer inom sitt område. Han skrev reserapporten Maanmittausjako- ja verotustoimesta Skandinavian maissa sekä Saksassa ja Itävallassa.